# あさかぜ型護衛艦
あさかぜ型護衛艦（あさかぜがたごえいかん、英語: Asakaze-class destroyer）は、海上自衛隊の護衛艦の艦級。アメリカ海軍のリヴァモア級駆逐艦の貸与を受けて1954年に再就役させたもので、海上自衛隊初の本格的な水上戦闘艦として活躍した。

## 来歴
1951年（昭和26年）、連合国軍最高司令官マシュー・リッジウェイ大将は、連合国軍占領下の日本に対してパトロール・フリゲート（PF）および上陸支援艇（LSSL）を貸与することを提案した。これを受けて1952年4月26日、海上保安庁内において、これら軍艦の受け皿となるとともに将来の海軍の母体となるべく、海上警備隊が創設された。そして同年8月1日の保安庁の発足とともに、海上警備隊は海上保安庁の航路啓開部を吸収して警備隊に改組され、陸上部隊である警察予備隊（のちの保安隊）とともに保安庁の隷下に入り、本格的な再編制への体制が整えられることになった。
貸与艦艇のうち、PFは1953年中に18隻全艦が引き渡されて、くす型警備船として就役し、後の海上自衛隊護衛艦整備の出発点となった。警備隊発足年度である昭和27年度予算では、これらの警備船の運用基盤を整備するための支援船（水船や重油船など）の建造が優先され、戦闘艦艇の建造は行われなかった。続く昭和28年度より警備船の国内建造が着手されたものの、同年度での建造は、1,600トンの甲型警備船（DD; はるかぜ型）2隻と1,000トンの乙型警備船（DE; あけぼの・いかづち型）3隻に留められた。
その後、1954年5月14日に日米艦艇貸与協定が調印され、リヴァモア級駆逐艦とキャノン級護衛駆逐艦2隻ずつが貸与されることになった。このリヴァモア級を再就役させたのが本型である。なおキャノン級はあさひ型となった。

## 設計

### 船体

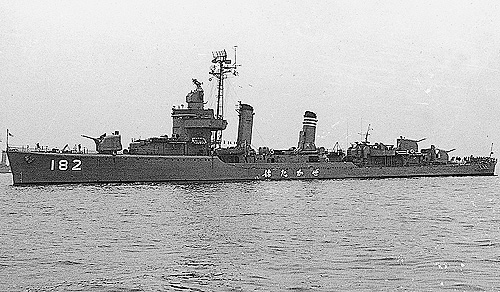
護衛艦「はたかぜ」

船型としては船首楼付き平甲板型を採用しており、船首楼は長さの35パーセント程度を占めていた。また中央部の乾舷を補うため、長さの25パーセント程度に渡ってブルワークが設けられていた。また船首楼部には舷窓が設けられていた。
工作方法としては、量産を考慮して溶接構造が大幅に使われていたものの、強度外板は従来と同様にリベット接合を主としていた。インアンドアウト方式の外板接合は建造時に工数がかかり、外板新替などの修理工事はとくに大変だったほか、船体が老朽化してリベットが緩んだ場合の漏水の処置にも苦労させられたとされている。
なお本型は重厚な火力装備のために復原性が悪く、翌1955年の日本回航後、52番砲の撤去やビルジキールの深さ増大などの改善工事が行われた。

### 機関
主機にはオール・ギアード・タービン方式を採用しているが、蒸気タービンは、「あさかぜ」はゼネラル・エレクトリック式、「はたかぜ」はウェスティングハウス式と、型式が異なっていた。巡航タービンは直結式で、大日本帝国海軍で多用された手動クラッチと比して故障が少なく取扱も容易だったことから、後の国産護衛艦に影響を与えた。
ボイラーとしてはバブコック・アンド・ウィルコックス式の水管ボイラー4基を搭載した。蒸気性状は、圧力615 lbf/in2 (43.2 kgf/cm2)、温度825 °F (441 °C)とされた。なお機関配置は缶・機・缶・機のシフト配置とされた。
なお本型の最大速力は、今日に至るまで海上自衛隊の護衛艦としては最速である。

## 装備
貸与された艦は、いずれも戦争末期には掃海駆逐艦（DMS）に改造されていたが、貸与前に駆逐艦として復元された。ただしこの際、魚雷発射管は省かれた。

### センサー
レーダーとしては、貸与された時点では、対空捜索用としてはSC、対水上捜索用としてはSGと、いずれも大戦中以来の装備が搭載されていた。その後、1959年から1960年にかけて換装され、対空捜索用にはAN/SPS-6C、対水上捜索用にはOPS-3を装備した。
ソナーとしては、戦後に実用化された新しいスキャニング・ソナーであるAN/SQS-10を備えていた。前部艦底には専用の固定式ソナードームが設置されていたが、このため前進投錨が難しく、後進投錨が用いられていた。

### 武器システム
艦砲としては、38口径12.7cm単装砲（Mk.30 5インチ砲）4基を備えた。この砲は非常にサブバージョンが多く、「あさかぜ」の場合は、51・54番砲はMk.30 mod.21、52番砲は同mod.23、53番砲はmod.47であった。その後、上記の改善工事の際に52番砲を撤去したが、認識番号が振り直されることはなく、52番砲は欠番として扱われた。本型は海自初の5インチ砲搭載艦であり、有力な水上打撃戦力であった。
対空兵器としては、56口径40mm4連装機銃Mk.2と70口径20mm連装機銃Mk.24を2基ずつ備えていたが、貸与の時点で既に有力とはいえないものであった。
射撃指揮装置としては、主方位盤としてMk.37（Mk.28レーダー装備）、副方位盤としてMk.51を備えていた。
対潜兵器としては、対潜迫撃砲はもたずに爆雷主体であり、こちらも貸与の時点で既に有力とはいえないものであった。

## 同型艦

### 一覧表
| アメリカ海軍  | アメリカ海軍         | アメリカ海軍    | 海上自衛隊 | 海上自衛隊 | 海上自衛隊      | 海上自衛隊      | 台湾海軍   | 台湾海軍   | 台湾海軍   | 台湾海軍 |
| 艦番号        | 艦名                 | 竣工            | 艦番号     | 艦名       | 貸与            | 除籍            | 艦番号     | 艦名       | 売却       | 解体     |
| ------------- | -------------------- | --------------- | ---------- | ---------- | --------------- | --------------- | ---------- | ---------- | ---------- | -------- |
| DD-454 DMS-19 | エリソン USS Ellyson | 1941年 11月28日 | DD-181     | あさかぜ   | 1954年 10月19日 | 1969年 10月15日 | 部品取り艦 | 部品取り艦 | 1970年 8月 |          |
| DD-458 DMS-23 | マコーム USS Macomb  | 1942年 1月26日  | DD-182     | はたかぜ   | 1954年 10月19日 | 1969年 10月15日 | DD-16      | 咸陽       | 1970年 8月 | 1974年   |

### 運用史
1954年10月19日、チャールストン基地において、アメリカ海軍第6海軍区司令官マクレアン少将と井口大使が証書に署名し、本型の引き渡しが成立した。米海軍乗員が艦を降り、かわって自衛官が乗り組んで、旭日旗が掲げられた。両艦は就役訓練を経て、翌1955年2月25日、横須賀に入港した。
本型は高速性能と有力な艦砲を備えており、国産のはるかぜ型よりも先行して就役したこともあって、発足直後でPFとLSSLしかもたない海上自衛隊にとっては虎の子のような存在であった。回航後、同型2隻で第5護衛隊を新編し、横須賀地方隊に編入された。第5護衛隊は同年7月1日、第1護衛隊群に編入、さらに1956年4月1日、第2護衛隊群に編入された。
1966年（昭和41年）7月16日、第5護衛隊が廃止となり、「あさかぜ」は佐世保地方隊、「はたかぜ」は舞鶴地方隊に編入され第一線を退き、1969年10月15日に両艦とも除籍・返還された。
除籍返還後は揃って台湾海軍に引き渡された。「あさかぜ」は部品取りに用いられ、1971年、海戦映画のロケに使われて沈没した。一方、「はたかぜ」は座礁した同型駆逐艦「咸陽」（旧ロッドマン、USS Rodman）の艦名を引き継いで再就役し、1974年まで運用されていた。

## 登場作品
『ゴジラの逆襲』
防衛隊の艦艇として、52番砲が撤去されていない初期の同型艦が登場。同じく防衛隊所属のフリゲート艦などがゴジラを発見した海域に急行する。
『大怪獣バラン』
52番砲が撤去されていない初期の同型艦が登場。バランに対して行われる爆雷攻撃の様子を見守る。
映像は『ゴジラの逆襲』から流用したものを使用している。